# Piedra, papel o tijera (película)
Piedra, papel o tijera es una película venezolana del año 2012 dirigida por Hernán Jabes. Fue elegida candidata a ser nominada al Premios Óscar como mejor película extranjera por un jurado conformado por miembros de la Asociación Nacional de Autores Cinematográficos. Fue estrenada el 22 de junio de 2012.

## Argumento
Héctor y Mariana son unos esposos con una vida muy distanciada, debido a que Héctor es un piloto y no siempre está en casa, lo que ocasiona que Mariana empiece a sentirse atraída por otro hombre; Juan, con el que sostiene relaciones sexuales. El hijo de Héctor y Mariana, cuyo nombre es Luis no se imagina absolutamente nada de esto. 
Un día Mariana le pide a Héctor que lleve a su hijo Luis al colegio, debido a que el coche de ella no funcionaba, Héctor acepta, pero en el transcurso del viaje, al pequeño Luis se le olvida un trabajo escolar en la casa, así que se devuelven, para su sorpresa, cuando ya habían cogido el trabajo escolar e iban a la escuela de Luis, Héctor observa a su mujer bajando de un vehículo y yendo hacía un hotel. 
Héctor se sorprende mucho, e intentado olvidarlo se va a una cafetería con su hijo, donde el solo pensamiento de ver a su mujer yendo a un hotel le mata, y le pide a la mesonera de la cafetería; Valentina, que cuide a su hijo, ya que él estaba completamente seguro de que su mujer le estaba siendo infiel, Valentina acepta sin más. Y Héctor se dispone a ir de nuevo al Hotel, donde efectivamente encuentra a su esposa teniendo relaciones sexuales con otro hombre: Juan. Mientras tanto Valentina intenta animar al pequeño Luis que estaba muy serio y callado. 
Por su parte, Christian, el novio de Valentina la mesonera, tiene un problema con un delincuente; Mario, quien le ha amenazado con matarlo e incluso con matar a la mamá de Christian, al que le debe dinero, Christian asalta la cafetería en la que trabaja su novia y se la lleva a ella y al pequeño Luis como rehenes. Así cuando Héctor vuelve a la cafetería se entera de que la mesonera se ha ido con su hijo, por lo que se asusta y culpa a la mesonera de secuestradora, acude a la policía, y a los detectives Dimas y Gonzalo, para localizar a su hijo, mientras tanto los problemas de Christian con el delincuente Mario incrementan y le exigen que pida rescate por Luis. 
La pareja de Héctor y Mariana se desesperan lentamente y piden ayuda monetaria a sus amigos, donde sus amigos descubren lo que pasaba entre ellos, la infidelidad. Cuando Héctor lleva el dinero para recuperar a su hijo, Christian y Mario inician un tiroteo en el que Héctor muere, asesinado por Mario, que le vacía un cargador entero en el cuerpo. Christian enojado y con ganas de vengarse dispara a Mario, asesinándolo. 
Por otra parte, Mariana iba con su amante: Juan al lugar en el que tenían secuestrado a su hijo y se inicia otro tiroteo entre la policía y los cómplices de Mario, Valentina la mesonera escapa con Luis. Los policías al darse cuenta de lo que habían pasado, y de la gran oportunidad que tenían, matan a Mariana y a Juan y a los demás testigos, de este modo se quedan ellos con el dinero del secuestro, demostrando así la corrupción policial. El ahora huérfano Luis escapa con Valentina a la gran metrópolis. Donde intentan ser optimistas, aun sin saber lo que había pasado. La película termina con Valentina, Luis y otro niño hablando de que irán a comer perros calientes.

## Reparto
- Gloria Montoya como Mariana.
- Leónidas Urbina como Héctor.
- Leandro Arvelo como Christian.
- Scarlett Jaimes como Valentina.
- Iván González Roa como el pequeño Luis.
- Haydée Faverola como Ángela, la mamá de Christian, que sufre de esquizofrenia.
- Alberto Alifa como Gonzalo, uno de los policías.
- Julio César Castro como Dimas, el principal policía corrupto, que asesina a los testigos para quedarse con el dinero.
- Ernest Campos como Mario, un delincuente, que tiene problemas con Christian, debido a que este le debe dinero.
- Gustavo "Reke" Ferrín como Jhon, cómplice de Mario, estuvo implicado en el tiroteo contra la policía, y murió a manos de esta.

## Recepción
Piedra, papel o tijera fue la segunda película más vista del cine venezolano, que registró un total de 216.084 espectadores. Al mismo tiempo la película buscó un lugar en los Óscar como Mejor película extranjera.